# Chimpanse
Chimpansen (Pan troglodytes) er sammen med bonoboen menneskets nærmeste slægtning. Chimpanser deler næsten alle menneskets gener. Menneskets og menneskeabernes genom er på omkring 20.000 gener, og ny dansk forskning viser at chimpansens gener er 99%, gorillaens er 98% og orangutangens er 97% de samme som menneskets gener.
Den almindelige chimpanse, som denne artikel omhandler, er opdelt i flere underarter:
- Pan troglodytes troglodytes
- Pan troglodytes schweinfurthii
- Pan troglodytes marungensis
- Pan troglodytes verus
- Pan troglodytes vellerosus

Chimpanser findes i tropiske skove og på våde græsstepper i Vest- og Centralafrika. Voksne chimpanser kan blive op til 130 cm (hunner) og 160 cm (hanner), og kan veje mellem 40-70 kg. Trods deres ringe højde og drøjde i forhold til mennesker er de cirka 1,5 gange stærkere end os. 
Chimpansens krop er hovedsagelig dækket af sortbrune hår, kun ansigt, fingre, håndflader, tæer og fodsåler er hårløse. Ligesom mennesket har chimpansen modsatstillede tommelfingre. Men chimpansens storetå er ligeledes modsatstillet, så dyret kan også gribe med tæerne. Graviditeten varer 8 måneder. Ungerne bliver vænnet fra, når de er ca. 3 år, men de bevarer ofte en tæt kontakt til moderen mange år herefter. Chimpansen bliver kønsmoden, når den er omkring 8-10 år. Den højeste levealder, man kender til, er 66 år.
Chimpanser lever i familiegrupper med både hunner, hanner og unger. Grupperne kan blive store med op til 150 medlemmer, men oftest holder de sammen i noget mindre grupper. Chimpanserne bevæger sig både på jorden og i træer. De går for det meste på fire ben, men kan over korte distancer bevæge sig på to ben.
Føden består hovedsagelig af grønfoder – frugter, blade, nødder og frø, men bliver suppleret af proteinkilder, f.eks. insekter og nedlagt bytte fra organiseret jagt. Chimpanser kan her jage og dræbe f.eks. leopardunger, andre aber og tilmed chimpanser fra andre familiegrupper.
Jagten har oftest til formål at beskytte gruppen og dens yngleterritorium, men der er også eksempler på jagt udelukkende for at stille sulten. I jagten på insekter demonstrerer chimpanserne en formidabel evne til at fremstille redskaber – en evne, der definitionsmæssigt længe var forbeholdt mennesket som et af de grundtræk, der adskilte dem fra dyrene. Chimpansen kan tilvirke små grene, så de virker som "fiskestænger" – perfekte til at stikke i hullerne i et termitbo og fiske termitter frem med. Herudover er der f.eks. også eksempler på chimpanser, der har bestemte nøddeknækkersten; de dygtigste chimpanser lærer de andre, hvordan man hermed knækker skallen på genstridige nødder.